# 利图埃尼戈
利图埃尼戈，是西班牙阿拉贡自治区萨拉戈萨省的一个市镇。 总面积11平方公里，总人口116人（2001年），人口密度11人/平方公里。